# Kalcium-hidroxid
A kalcium-hidroxid (más néven oltott mész, mészhidrát, vagy E526) egy szervetlen vegyület, melynek képlete Ca(OH)2. Előfordulási formái: színtelen kristályok, vagy fehér por (mészhidrát); vizes massza (oltott mész).
A VIII. Magyar Gyógyszerkönyvben  Calcii hydroxidum    néven hivatalos.  

## Előállítás
- Kalcium-oxidból (égetett mész), víz hozzáadásával állítják elő. A folyamatot a mész oltásának is nevezik.

CaO + H2O → Ca(OH)2 + Q
A folyamatot erős hőfejlődés kíséri: Q = 1177 KJ/kg, exoterm reakció.
A kalcium-hidroxid vízben rosszul oldódik, így a vízzel való összekeverés után nem egy tiszta, átlátszó oldatot kapunk, hanem egy fehér színű, oldhatatlan kristályokat tartalmazó keveréket, ún. szuszpenziót. Ez a mésztej.
Egy idő után a mésztej tetején összegyűlik a mészvíz, ami a kalcium-hidroxid híg vizes oldata.
- Vízben oldott kalcium-klorid, és nátrium-hidroxid segítségével is előállítható.

## Tulajdonságok
512 °C-on vízzé és kalcium-oxiddá bomlik.
Vízben gyengén oldódik, vizes oldata erősen bázikus kémhatású: pH = 12,4 (t = 20 °C-on)  (telített oldatban)
Ha a mészvízbe szén-dioxidot vezetünk, tejfehér csapadék képződik, azaz a kalcium-hidroxid  a szén-dioxiddal reagálva kalcium-karbonáttá alakul, ami nem oldódik a reakcióelegyben és kicsapódik:
Ca(OH)2 + CO2 → CaCO3 + H2O
Ugyanez a reakció játszódik le a habarcs megszilárdulása során, illetve meszelés után is, és így visszajutottunk a kiinduló anyaghoz, a mészkőhöz - CaCO3.

## Felhasználása

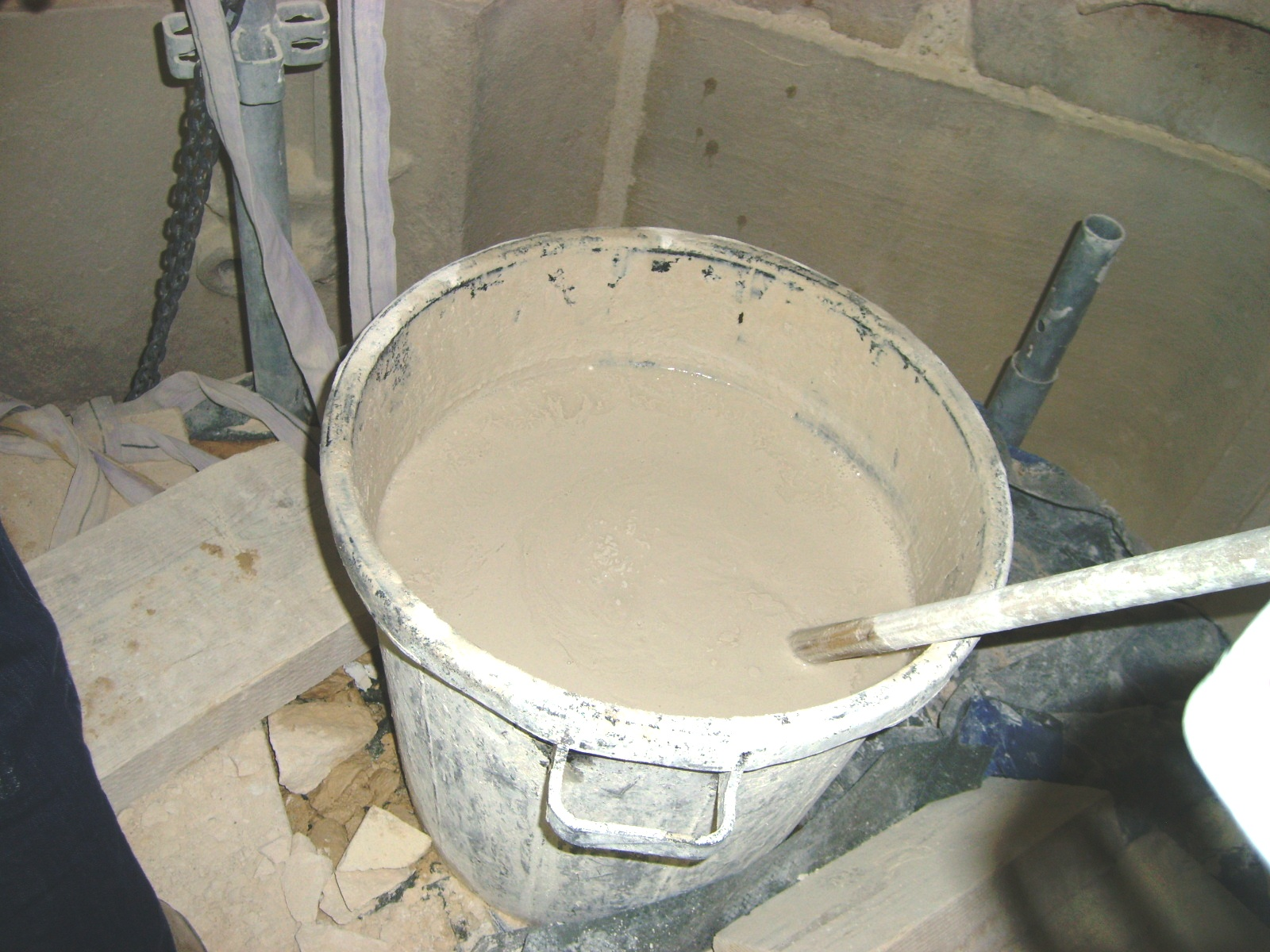
Habarcs

- A mésztejet felhasználják habarcs (malter) készítéséhez, illetve környezetbarát meszeléshez (a lakások belső falának kifestéséhez, fertőtlenítéséhez).[5]
- Kis légterű, zárt helyiségekben, például  tengeralattjárókban alkalmazzák a szén-dioxid megkötésére. Az ilyen granulátumok kalcium-hidroxidot és katalizátorként nátrium-hidroxidot tartalmaznak.

Erősen lúgos kémhatása miatt széles körben alkalmazzák:
- Víz és szennyvíz tisztítása során a lebegő részecskék kicsapatására, valamint a savas kémhatás ellensúlyozására alkalmazzák
- Ipari vízlágyítás
- Számos esetben a nátrium-hidroxid helyettesítésére használják.
- Biológiai felszívódása könnyű, ezért akváriumokban és terráriumokban kalcium bevitelére alkalmazzák
- A vegyiparban kalcium-sztearát előállítása során is alkalmazzák.
- Gumigyártás
- Élelmiszerek esetén elsősorban savanyúságot szabályozó anyagként használják, E526 néven. Előfordulhat borokban, egyéb alkoholos italokban, sajtokban, kakaóban, fagyasztott élelmiszerekben, zöldségekben, valamint szárított halakban. Napi maximum beviteli mennyisége nincs meghatározva, valamint élelmiszerek esetén nincs ismert mellékhatása, mert rendkívül erős lúgossága miatt csak nagyon kis mennyiségben alkalmazható.
- Töltőanyagként kőolajszármazékokban, festékekben, gombaölő szerekben előfordulhat.
- A gyógyszeripar erős antimikrobiális és csontregenerációt serkentő szerként alkalmazzák.[6]
- Fogászatban antimikrobiális, gyulladáscsökkentő és dentinképző hatásai miatt használják.

## Egészségügyi kockázatok
Mivel a mészoltás erős hőfejlődéssel jár, vigyázni kell, nehogy kispricceljen.
Az oltott mész lúgos jellegű és maró hatású, porát belélegezve légzési nehézségeket, bőrre kerülve égési felmaródást, szembe kerülve súlyos szemkárosodást okozhat.
Ezért védőkesztyűvel kell dolgozni, illetve bőrrel való érintkezés után bő vízzel le kell mosni.
Ha szembe kerül, azonnal nagyon bő vízzel ki kell öblíteni: egy poharat színültig megtöltünk vízzel, belepillogunk, majd ezt tiszta vízzel többször megismételjük. Semlegesítést nem szabad megkísérelni, azonnal szemorvoshoz kell fordulni.
Porát belélegezni nem szabad, védőálarcot kell viselni.
Ha mészporral, vagy mésztejjel, dolgozunk, teljes látószögű szemüveget kell viselni.
A szervezetbe nagy mennyiségben bekerülve légzési nehézségeket, belső vérzést, alacsony vérnyomást, valamint a vér pH értékének emelkedését okozhatja.